# Ngôn ngữ thiểu số
Ngôn ngữ thiểu số thường là ngôn ngữ được sử dụng bởi một dân tộc thiểu số ở một khu vực nhất định, nhưng không phải lúc nào cũng vậy. Các lý do khác hoặc các tình huống chính trị - xã hội, lịch sử hoặc tôn giáo cũng dẫn đến sự tồn tại của các diễn giả thiểu số.
Các ngôn ngữ thiểu số được tìm thấy trong một khu vực về cơ bản có thể được chia thành hai nhóm chính, đó là tại đó và không bản địa.
Tuy nhiên, phải nhấn mạnh rằng các ngôn ngữ bản địa hoặc ngoại vi không phải luôn luôn là ngôn ngữ thiểu số. Ví dụ, ngôn ngữ Bồ Đào Nha, về mặt kỹ thuật là ngôn ngữ ngoại vi hoặc được giới thiệu từ nước ngoài đến lãnh thổ Brasil, là ngôn ngữ được sử dụng bởi đại đa số dân tộc Brasil và người Brasil ngày nay (năm 2007).

## Phân bố ngôn ngữ thiểu số
Các ngôn ngữ thiểu số chính không có tình trạng ngôn ngữ quốc gia bao gồm:
- Tiếng Ba Tư: 8 triệu người dùng, ngôn ngữ chính thức của các bộ phận của Pakistan và Ấn Độ
- Tiếng Java; 80 triệu người dùng, ngôn ngữ chính thức của các bộ phận của Suriname
- Tiếng Marathi: 90 triệu người dùng, ngôn ngữ chính thức của các bộ phận của Ấn Độ
- Tiếng Sindhi: 60 triệu người dùng, ngôn ngữ chính thức của các bộ phận của Pakistan và Ấn Độ
- Tiếng Gujarati: 50 triệu người dùng, ngôn ngữ chính thức của các bộ phận của Ấn Độ
- Tiếng Maithili︰ 5,000 Wan dùng, Ấn Độ ngôn ngữ chính thức ở một số vùng
- Tiếng Pashtun: 45 triệu người dùng, ngôn ngữ chính thức của các bộ phận của Afghanistan và Pakistan
- Tiếng Kurd: 40 triệu người dùng, ngôn ngữ chính thức của các bộ phận của Iraq
- Tiếng Malayalam 3 triệu người dùng, ngôn ngữ chính thức của các bộ phận của Ấn Độ